# Pseudosciara hirtella
Pseudosciara hirtella är en tvåvingeart som beskrevs av Ignaz Rudolph Schiner 1868. Pseudosciara hirtella ingår i släktet Pseudosciara och familjen sorgmyggor. Inga underarter finns listade i Catalogue of Life.